# Franck Renier
Franck Renier, nascido a 11 de abril de 1974 em Laval, é um ciclista francês já retirado que foi profissional entre 2000 e 2008.

## Palmarés
1998 (como amador)
- Grande Prêmio Cristal Energie

2001
- Tour de Finisterre

## Resultados nas Grandes Voltas
| Carreira        | 2000 | 2001 | 2002 | 2003 | 2004 | 2005 | 2006 | 2007 | 2008 |
| --------------- | ---- | ---- | ---- | ---- | ---- | ---- | ---- | ---- | ---- |
| Giro d'Italia   | -    | -    | -    | -    | -    | 134º | 119º | 118º | -    |
| Tour de France  | -    | 116º | 85º  | 95º  | 114º | -    | -    | -    | -    |
| Volta a Espanha | -    | -    | -    | -    | -    | Ab.  | 121º | -    | -    |

-: não participa 

Ab.: abandono